# Бродовски, Дик
Ричард Стэнли Бродовски (англ. Richard Stanley Brodowski, 26 июля 1932, Бейонн, Нью-Джерси — 14 января 2019, Линн, Массачусетс) — американский бейсболист, питчер. Выступал в Главной лиге бейсбола за «Бостон Ред Сокс», «Вашингтон Сенаторз» и «Кливленд Индианс».

## Биография

### Ранние годы
Дик Бродовски родился 26 июля 1932 года в Бейонне, штат Нью-Джерси. Его родители эмигрировали в США из Польши, отец работал на нефтеперерабатывающем заводе. Кроме Дика у них было ещё два сына старше. Ричард окончил старшую школу имени Дэниела Суини. Бейсболом он начал заниматься во время учёбы, играл за команды школы и молодёжной христианской организации на позиции шортстопа.
После окончания школы Дик не хотел продолжать учёбу. Сначала он поехал на просмотр в тренировочный лагерь «Нью-Йорк Янкис» в Платтсбурге. Ньюйоркцы предложили ему контракт, но Бродовски счёл условия недостаточно хорошими. Спустя три месяца скаут «Бостона» Билл Маккаррен сделал Дику более выгодное предложение и тот подписал контракт с клубом.

### Профессиональная карьера
Первый сезон в профессиональном бейсболе он начал на позиции игрока третьей базы, но затем, по просьбе тренера клуба Элмера Йотера, переквалифицировался в питчера. Выступая за «Мэрион Ред Сокс» в Лиге Индианы и Огайо Бродовски одержал двадцать одну победу при пяти поражениях с пропускаемостью ERA 2,60. В 1952 году он из D-лиги перешёл сразу на уровень AAA — высший среди младших бейсбольных лиг Северной Америки. За «Луисвилл Колонелс» Дик сыграл в десяти матчах, одержав семь побед. В июне его вызвали в основной состав «Ред Сокс». Дебют Бродовски в Главной лиге бейсбола состоялся 15 июня 1952 года в Чикаго в матче против «Уайт Сокс». Он отыграл четыре иннинга, позволив сопернику набрать всего одно очко.
В августе 1952 года Дик был вызван на медицинский осмотр в призывную комиссию. Он доиграл сезон в составе Бостона, приняв участие в двадцати матчах команды. В декабре Бродовски был призван в армию и направлен на военную базу Форт-Дикс недалеко от Трентона, штат Нью-Джерси. Он полностью пропустил сезоны 1953 и 1954 годов, но позднее вспоминал, что ему повезло с местом службы, где он продолжал играть в бейсбол и не попал на фронт Корейской войны. Летом 1954 года Дик играл за полупрофессиональную команду в бейсбольной лиге округа Мерсер, а в сентябре он принял участие в армейском чемпионате по бейсболу, состоявшемся в Колорадо-Спрингс.
В феврале 1955 года он подписал контракт с «Ред Сокс». Тренер клуба Пинки Хиггинс остался доволен выступлением Дика во время предсезонных сборов, хотя тот вернулся из армии с лишним весом и играл во время службы не питчером, а на второй базе. В регулярном чемпионате Бродовски провёл шестнадцать игр, выходя на поле только как реливер. В ноябре в ходе большого обмена с участием девяти игроков Дик перешёл в «Вашингтон Сенаторз». Сам он в это время в составе «Леонес де Понсе» и «Сенадорес де Сан-Хуан» играл в чемпионате Пуэрто-риканской зимней лиги.
Перед началом весенних сборов, 11 февраля 1956 года, Дик женился на Кэтрин Левандовски. Его выступление в Пуэрто-Рико было неудачным и до старта чемпионата будущее Бродовски в «Сенаторз» было под вопросом. Он сыграл в одном матче в качестве реливера, затем потерпел поражение в полной игре против «Ориолс». В начале мая Дик вышел в стартовом составе на игру против «Канзас-Сити», но пропустил пять очков за 1/3 иннинга. После этого его перевели в «Луисвилл», который к этому моменту был фарм-клубом «Сенаторз». В Главную лигу бейсбола Бродовски вернулся в сентябре, провёл ещё один матч, снова потерпев поражение. В начале чемпионата 1957 года он снова получил шанс проявить себя, но в шести проведённых играх его пропускаемость составила 11,12. После этого Бродовски был обменян в «Кливленд Индианс».
Оставшуюся часть сезона он провёл в «Сан-Диего Падрес» в AAA-лиге. Дик закончил год с тринадцатью победами при шести поражениях, а в июле был признан лучшим питчером Лиги тихоокеанского побережья. Зимой он играл на Кубе в составе клуба «Альмендарес» под руководством Бобби Брейгана. Тот был в восторге от игры Бродовски и говорил, что Дик должен стать одним из лидеров «Кливленда». Однако, весной 1958 года, он слабо провёл предсезонные сборы и был снова отправлен в «Сан-Диего». Там он провёл большую часть сезона, потерпев шесть поражений в качестве стартового питчера, после чего его снова перевели в реливеры. По ходу чемпионата Дик на две недели пропал из расположения клуба, только на пятнадцатый день сообщив руководству, что уехал в Бостон к беременной жене. В новой роли Бродовски лучше отыграл вторую часть сезона и в конце августа был вызван в основной состав «Индианс». К этому моменту он был лучшим питчером «Сан-Диего» по числу сделанных страйкаутов. За «Кливленд» он сыграл в пяти матчах, не позволив соперникам набрать ни одного очка. После окончания сезона Дик впервые за несколько лет отказался от игры в зимних лигах, решив что снижение результатов связано с переутомлением.
К началу сезона 1959 года Бродовски набрал 30 фунтов лишнего веса. Несмотря на это, он пробился в основной состав Индианс и в первых трёх выходах на поле одержал одну победу и сделал два сейва. Дик уверенно играл до июля, одержав две победы при двух поражениях с показателем пропускаемости ERA 1,80. Затем у него начались боли в руке и 8 июля клуб объявил об отчислении игрока. В оставшейся части сезона Бродовски провёл 25 игр за клуб младшей лиги из Торонто. В 1960 году он сыграл всего четыре иннинга за «Рединг Индианс» из Восточной лиги и завершил карьеру игрока.

### После бейсбола
Завершив выступления, Дик в течение десяти лет работал страховым агентом в компании Metropolitan Life Insurance. Затем он перешёл на работу в службу безопасности инженерной компании Stone and Webster в Бостоне.
Дик Бродовски скончался 14 января 2019 года в Линне, штат Массачусетс.